# Koronahul
Et Koronahul er et område, hvor Solens korona er mørkere og køligere og har en lavere tæthed i plasmaet end gennemsnittet. Koronahuller blev opdaget, da røntgenteleskoper fra Skylab-programmet fløj over Jordens atmosfære for at afdække strukturen i koronaen. Koronahuller er knyttet til unipolare koncentrationer af åbne magnetfeltlinjer. Under solens minimum findes koronahuller hovedsagelig ved solens sydlige polregioner, men de kan findes over alt under solens maksimum. Den hurtige komponent af solvinden er kendetegnet ved at færdes langs åbne magnetfeltlinjer og at passere gennem koronahuller.